# 유진규
유진규는 대한민국의 탁구선수였다. 1964년 한국 서울 아시아선수권대회에서 복식 동메달을 획득하였다.

## 서훈
- 1980.10월 백마장(체육훈장)